# Kurume
Kurume (japanska: 久留米市?, Kurume-shi) är en stad i Fukuoka prefektur i Japan, belägen på den norra delen av ön Kyūshū.
Staden har sedan 2008
status som kärnstad (japanska: 中核市?, Chūkakushi) enligt lagen om lokalt självstyre.
Företaget Bridgestone grundades 1931 i Kurume av Shōjirō Ishibashi.